# One Night at Budokan
One Night at Budokan è un album live del gruppo musicale hard rock Michael Schenker Group, pubblicato nel 1981.

## Tracce
1. Armed and Ready
2. Cry for the Nations
3. Attack of the Mad Axeman
4. But I Want More
5. Victim of Illusion
6. Into the Arena
7. On and On
8. Never Trust a Stranger
9. Let Sleeping Dogs Lie
10. Courvoisier Concerto
11. Lost Horizons
12. Doctor Doctor
13. Are You Ready to Rock

## Formazione
- Gary Barden - voce
- Michael Schenker - chitarra solista
- Paul Raymond - tastiere, chitarra ritmica, cori
- Chris Glen - basso
- Cozy Powell - batteria